# Халявин (станція)
Халявин — проміжна залізнична станція 5-го класу Київської дирекції Південно-західної залізниці на нелектрифікованій лінії Чернігів — Гомель між станціями Голубичі (21 км) та Чернігів-Північний (9 км). Розташована поблизу села Рябці Чернігівського району Чернігівської області.

## Пасажирське сполучення
На станції зупинялися приміські поїзди сполученням Чернігів — Горностаївка (наразі станом на листопад 2023 року поїзди тимчасово скасовані).